# Tortolena
Tortolena là một chi nhện trong họ Agelenidae.